# Résonance de Roper
Pour les articles homonymes, voir Roper (homonymie) et Résonance (homonymie).
La  résonance de Roper, connue sous la nomenclature P11(1440) ou N(1440)1/2+, est un baryon instable avec une masse d'environ 1 440 MeV·c-2.

## Composition
| Particule | Symbole | Composition | Masse moyenne PDG (MeV/c2) | S | C | B | Largeur totale (en) (MeV/c2) | Decays to                  |
| --------- | ------- | ----------- | -------------------------- | - | - | - | ---------------------------- | -------------------------- |
| P11(1440) | P11+    | uud         | 1 440                      | 0 | 0 | 0 | 200-450                      | Voir Particle Data Booklet |
| P11(1440) | P110    | udd         | 1 440                      | 0 | 0 | 0 | 200-450                      | Voir Particle Data Booklet |

## Sources
- (en) L.D. Roper, Evidence for a P11 Pion-Nucleon Resonance at 556 MeV, Phys. Rev. Letters 12, 340, 1964
- (en) R. Gordon Moorhouse et L. David Roper, The Development of Pion‑Nucleon Scattering Analysis: A Personal History of Discovery
- (en) T.-S. Harry Lee, Structure of Roper Resonance: Recent Results from EBAC-CC Analysis, 2009
- (en) Search for web articles about the Roper Resonance